# NGC 5981-82-85
 (décembre 2023).
Si vous disposez d'ouvrages ou d'articles de référence ou si vous connaissez des sites web de qualité traitant du thème abordé ici, merci de compléter l'article en donnant les références utiles à sa vérifiabilité et en les liant à la section « Notes et références ».

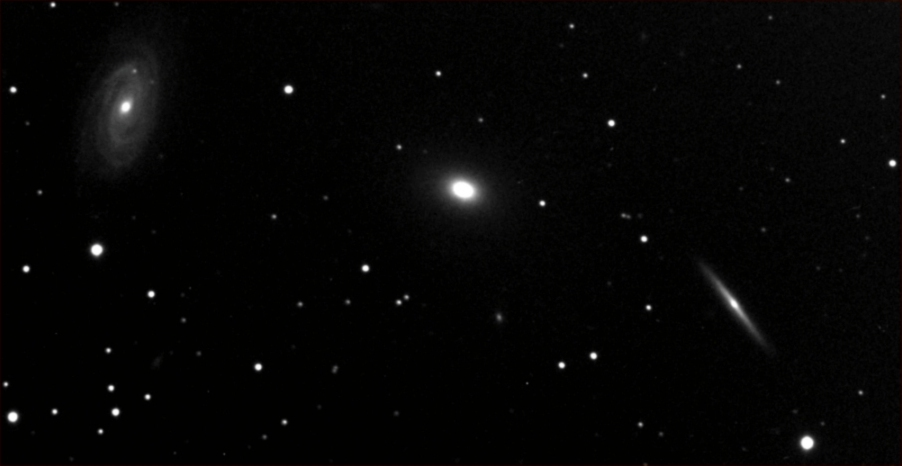
NGC 5985, NGC 5982 et NGC 5981.

NGC 5981-82-85 forment un groupe de galaxies situé dans la constellation du Dragon. Ces galaxies, curieusement alignées, sont distantes d'environ 100 millions d'années-lumière.
NGC 5985 est une galaxie spirale de type Sb vue presque de face, alors que NGC 5982 une galaxie lenticulaire de type SO, et NGC 5981 une galaxie spirale barrée de type SBb vue par la tranche.